# Luc Marreel
Luc Marreel (Gullegem, 5 februari 1949 – Izegem, 11 mei 2015) was een Belgisch dartsspeler die actief was in de jaren tachtig.
In 1983 speelde Marreel op de World Professional Darts Championship en versloeg de Welshman Ceri Morgan met 2-0 in de openingsmatch maar verloor dan in de tweede ronde met 3-0 tegen de Zweed Stefan Lord. In 1985 speelde hij opnieuw op de BDO World Darts Championship en won de eerste wedstrijd tegen Dave Lee, waarna hij opnieuw in de tweede ronde verloor tegen Keith Deller.

## Resultaten op Wereldkampioenschappen

### BDO
- 1981: Laatste 16 (verloren van  Tony Brown met 0-2)
- 1982: Laatste 16 (verloren van Stefan Lord met 1-2)
- 1983: Laatste 16 (verloren van Stefan Lord met 0-3)
- 1984: Laatste 32 (verloren van Rick Ney met 1-2)
- 1985: Laatste 16 (verloren van Keith Deller met 0-3)

### WDF

#### World Cup
- 1983: Kwartfinale (verloren van John Lowe met 2-4)